# Chamniers
Chamniers (en francès Chéniers) és una comuna (municipi) de França, a la regió de la Nova Aquitània, departament de la Cruesa. La seva població al cens de 1999 era de 583 habitants. Està integrada a la Communauté de communes des Deux Vallées.

## Demografia
| 1968 | 1975 | 1982 | 1990 | 1999 |
| ---- | ---- | ---- | ---- | ---- |
| 837  | 706  | 684  | 631  | 583  |

## Administració
| Període | Identitat     | Partit |
| ------- | ------------- | ------ |
| 2001-   | Gilles Gaudon |        |